# Вибух Boeing 727 над Боготою
У понеділок 27 листопада 1989 року в небі в околицях Боготи, через кілька хвилин після зльоту, був підірваний Boeing 727-21 компанії Avianca. Теракт здійснено за допомогою бомби, яку встановили за вказівкою знаменитого наркобарона Пабло Ескобара. Загинуло загалом 110 осіб.

## Літак
Корпорація Boeing випустила boeing 727-21 з бортовим номером HK-1803 (заводський — 19035, серійний — 272) в 1966 році. Свій перший політ літак зробив 19 травня. Його три турбореактивних двигуни моделі Pratt & Whitney JT8D-7 розвивали тягу по 12 600 фунтів. Першим власником літака стала компанія Pan American World Airways, яка отримала його 28 травня і експлуатувала під бортовим номером N326PA. 15 листопада 1975 року літак надійшов до компанії Avianca, у зв'язку з чим пройшов перереєстрацію і отримав новий бортовий номер HK-1803.

## Теракт
Літак виконував регулярний внутрішній рейс AV203 з Боготи до Калі і мав тривати менш як годину. На його борту перебували 6 членів екіпажу і 101 пасажир. О 7:11 авіалайнер злетів зі Злітно-посадкової смуги аеропорту Боготи і почав набір висоти. Але коли через 5 хвилин він проходив ешелон 130 (13 тисяч футів або 4 кілометри), позаду салону вибухнула бомба. За свідченнями очевидців на землі, з фюзеляжу з правого боку вирвалося полум'я. Потім прогримів ще один, потужніший вибух — здетонувала пара від палива, що була в порожньому центральному баку. Другий вибух розірвав авіалайнер на частини, які розкидало на відрізку в три милі уздовж схилів гір поблизу містечка Соача. Всі 107 осіб на борту літака загинули. Також уламками вбило ще трьох людей на землі.

## Розслідування
За даними дослідження уламків встановлено, що вибух літака здійснили за допомогою пластичної вибухівки. Також під час розслідування вдалося встановити зв'язок теракту з Пабло Ескобаром — головним наркобароном Колумбії. Безпосередньо на борт бомбу проніс чоловік у костюмі, який був разом з напарником і вони зайняли місця 18a і 18k, якраз над головним паливним баком. Лише в останній момент чоловік покинув салон, а його напарник не встиг і став одним зі 107 загиблих у літаку. Існує версія, що метою атаки був Сесар Гавіріа Трухільйо — помічник загиблого кандидата в президенти Луїса Карлоса Галана і майбутній президент Колумбії. Однак в останній момент Трухільйо скасував політ, а тому залишився живий. Також є версія, що вибух був спрямований проти одного з колишніх учасників Медельїнського кокаїнового картелю, який погодився співпрацювати з поліцією.

## Наслідки
Вибух Боїнга над Боготою став найбільш смертоносним одиночним терактом Медельїнського картелю. По країні почалися рейди поліції, під час яких знищувалися плантації коки, а також хімічні лабораторії з виробництва наркотиків. Серед загиблих виявилися два громадянина США, що дало привід адміністрації Джорджа Буша посилити розвідувальну діяльність з пошуків Ескобара. 1991 року затримано Дандені Муньос Москера (ісп. Dandeny Muñoz Mosquera), також відомого під прізвиськом La Quica, головного убивцю в Медельїнському картелі, якого вважали головним організатором вибуху літака. Згодом окружний суд США засудив його до 10 довічних термінів і додатково ще на 45 років.